# Ель-Тіна – Суец – Айн-Сохна
Ель-Тіна – Суец – Айн-Сохна – елемент єгипетської газотранспортної системи, який сполучає важливий транспортний хаб у Ель-Тіні (на західній стороні Суецького каналу за два десятки кілометрів на південь від Порт-Саїду) та потужні індустріальні зони Суецу і Айн-Сохни.
Вперше природний газ подали до Суецу з південного напрямку, по трубопроводу Рас-Шукейр – Суец, що став до ладу в першій половині 1980-х. Це, зокрема, дозволило забезпечити ресурсом завод азотних добрив та ТЕС Атака (стала до ладу в 1985 – 1987 роках). Не пізніше середини цього ж десятиліття проклали газопровід Суец – Абу-Султан завдовжки 70 км з діаметром 300 мм, який подав блакитне паливо для ТЕС Абу-Султан (введена в експлуатацію у 1983 – 1986 роках).
Втім, в подальшому головним джерелом ресурсу стали офшорні родовища Середземного моря, продукція яких надходила в район Порт-Саїду на ГПЗ Ель-Гаміль (почав роботу у 1996) та ГПЗ Вест-Гарбор (2000). Подальше транспортування підготованого газу ними організували через ряд трубопроводів, зокрема, Порт-Саїд – Суец завдовжки 160 км з діаметром 400 мм та Порт-Саїд – Айн-Сохна довжиною 215 км з діаметром 600 мм. Вони прямували в одному коридорі та на початковій ділянці маршруту проходили через Ель-Тіну, де став формуватись газотранспортний хаб, сполучений із зазначеними газопереробними заводами додатковими нитками Ель-Гаміль – Ель-Тіна. Надходження ресурсу з північних родовищ дозволило, зокрема, забезпечити блакитним паливом зведену в районі Айн-Сохни ТЕС Суецька затока (2002) та дві лінії заводу азотних добрив у тій же Айн-Сохні (2000 та 2006). Також в якийсь момент був споруджений газопровід Абу-Султан – Каїр.
В подальшому між Ель-Тіна та Айн-Сохна проклали ще один газопровід довжиною 166 км з діаметром 800 мм. Додатковий ресурс був потрібен у Айн-Сохні для заводу аміаку (2009), ТЕС Айн-Сохна (2015) та металургійного комбінату компанії Ezz Flat Seel (2016). У Суеці також з’явились нові потужні споживачі блакитного палива в особі металургійного комбінату (в 2013-му тут запустили установку прямого відновлення заліза) та нової черги ТЕС Атака (2015).
Водночас, у першій половині 2010-х років на тлі масштабних інвестицій у електроенергетику та виснаження власних родовищ у Єгипті виник дефіцит блакитного палива, для покриття якого вирішили розпочати імпорт зрідженого газу. Термінал для прийому ЗПГ, який почав роботу навесні 2015-го,  розмістили у Айн-Сохні. Втім, за кілька років у Середземному морі почалась розробка гігантського родовища Зогр, продукція якого також надійшла до району Порт-Саїду. Це дозволило відновити роботу коридору Ель-Тіна – Суец – Айн-Сохна у попередньому режимі та демобілізувати восени 2018-го одну з плавучих регазифікаційних установок з терміналу Айн-Сохна (інша продовжувала знаходитись тут ще кілька років, проте переважно виконувала функцію резервної).
У 2019-му між Ель-Тіна та Абу-Султан з’явилась ще одна нитка діаметром 1050-мм, втім, це була початкова ділянка газопроводу Ель-Тіна – Нова Столиця, що прямував до столичного регіону.
На початку 2020-х на північному завершенні газотранспортного коридору з’явилось нове джерело блакитного палива. В цей час почались поставки природного газу з Ізраїлю для подальшого експорту через єгипетські заводи зі зрідження, при цьому фізично ресурс надходить до Ель-Тіни по реверсованому трубопроводу від Ель-Аріш.
Також можливо відзначити, що у 2023-му в Айн-Сохна з’явився новий потужний споживач природного газу – завод добрив компанії NCIC.